# Holcosus quadrilineatus
Holcosus quadrilineatus — вид ящірок родини теїдових (Teiidae). Мешкає в Центральній Америці.

## Поширення і екологія
Holcosus quadrilineatus мешкають на крайньому південному сході Нікарагуа, в Коста-Риці і західній Панамі. Вони живуть на узліссях тропічних лісів, на полях і плантаціях. Зустрічаються на висоті до 1400 м над рівнем моря.